# Ромей, Луи Франсуа Жозеф
Луи Франсуа Жозеф Шальседуан Ромей (фр. Louis François Joseph Chalcédoine Romey; 28 февраля 1759, Палермо — 12 августа 1835, Ницца) — французский государственный деятель и публицист. Отец Луи Шарля Ромея.
Работал во французских консульствах в Пальма-де-Майорка, Палермо и Генуе. В 1804—1808 гг. занимал пост мэра Ниццы и в этом качестве участвовал в коронации Наполеона, затем возглавлял таможенный суд департамента Приморские Альпы. В 1814 г. вышел в отставку.
Опубликовал брошюры «Сообщение о революции в Генуе» (фр. Relation de la révolution de Gênes; Генуя, 1797), «Некоторые соображения о триумфальном памятнике Наполеону Великому, одобренном Сенатом» (фр. Quelques idées sur le monument triomphal, voté par le Sénat conservateur à Napoléon le Grand; 1806), «План исследований по созданию истории воцарения, правления и падения Испанских Бурбонов» (фр. Plan d'études pour la composition d’une histoire de l’avènement, du gouvernement et de la chute de la maison de Bourbon en Espagne; 1811), «Путешествие по департаменту Приморские Альпы» (фр. Voyage dans le département des Alpes-Maritimes; 1815), а также книгу «Гомер и Вергилий — географы» (фр. Homère et Virgile géographes; 1832).